# نهاري (طعام)
نهاري (निहारी) (نہاری) هو يخنة مشهور في شبه قارة الهند تتكون من لحم يطهى ببطى وغالباً يكون لحم الساق لـ البقر أو الغنم أو الضأن أو الماعز أو حتى الدجاج بالضافة إلى نخاع العظام.